# L'Été des secrets
Pour plus de détails, voir Fiche technique et Distribution.
L'Été des secrets (Ti kniver i hjertet) est un film norvégien réalisé par Marius Holst, sorti en 1994.

## Synopsis
Dans les années 60, Otto, un adolescent commence ses vacances d'été à Oslo. Rejeté par les joueurs de foot, il rencontre le mystérieux Frank.

## Fiche technique
- Titre : L'Été des secrets
- Titre original : Ti kniver i hjertet
- Réalisation : Marius Holst
- Scénario : Marius Holst et Lars Saabye Christensen d'après son roman
- Musique : Kjetil Bjerkestrand et Magne Furuholmen
- Photographie : Philip Øgaard
- Montage : Håkon Øverås
- Production : Petter J. Borgli
- Société de production : Nordic Screen Development
- Pays :  Norvège
- Genre : Drame
- Durée : 96 minutes
- Dates de sortie : 
  -  Norvège : 5 août 1994

## Distribution
- Martin Dahl Garfalk : Otto
- Trond Halbo : Jonny
- Jan Devo Kornstad : Frank
- Ingar Helge Gimle : Gregers
- Kjersti Holmen : la mère
- Reidar Sørensen : le père
- Gisken Armand : Sager
- Bjørn Sundquist : Bulken
- Bjørn Floberg : Wiik

## Distinctions
Le film a été présenté en sélection officielle en compétition lors de Berlinale 1995.